# Adilly
Adilly település Franciaországban, Deux-Sèvres megyében. Lakosainak száma 312 fő (2022. január 1.). Adilly Amailloux, Châtillon-sur-Thouet, Fénery, Saint-Aubin-le-Cloud és Saint-Germain-de-Longue-Chaume községekkel határos.

## Népesség
A település népességének változása:
| Lakosok száma | 299  | 301  | 307  | 305  | 306  | 309  | 310  | 311  | 312  |
|               | 2013 | 2015 | 2016 | 2017 | 2018 | 2019 | 2020 | 2021 | 2022 |